# Пирсинг ушей

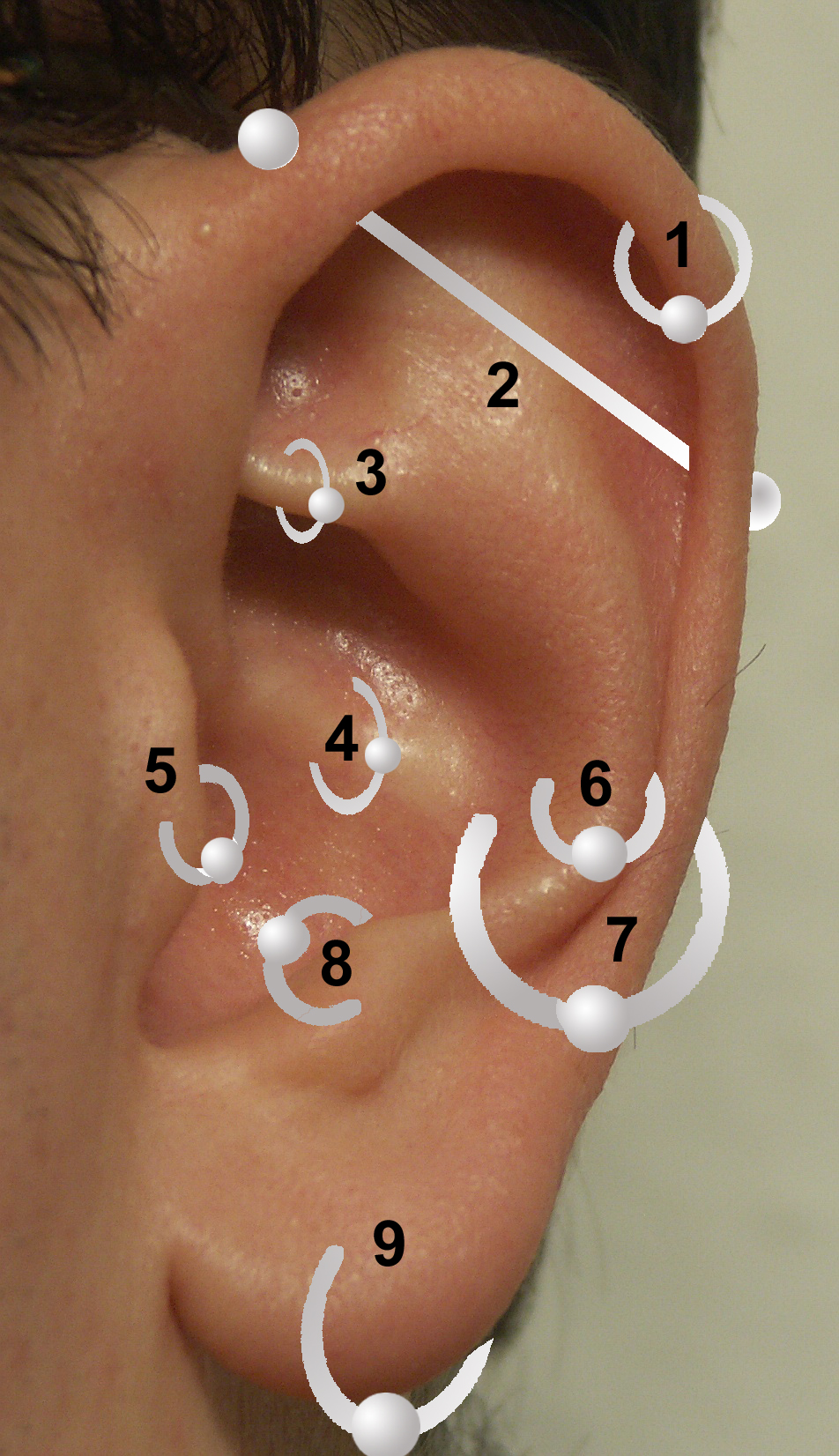
1. Хеликс
2. Индастриал
3. Rook
4. Daith
5. Трагус
6. Snug
7. Conch
8. Антитрагус
9. Мочка

Пи́рсинг у́ха (прокол уха)— создание прокола в той или иной части наружного уха с целью введения и ношения украшения. Прокалывание ушей — древняя традиция в культуре, сохраняющаяся и поныне.

## История
С древних времен пирсинг ушей был широко распространён по всему миру, в особенности в племенных культурах, о чем свидетельствуют многочисленные археологические находки. Неоднократно были обнаружены мумифицированные тела с ушными проколами. Так в леднике Симилаун в Австрии была найдена мумия Эци с проколотыми ушами, возраст мумии составляет 5 300 лет. У мумии были ушные проколы диаметром 7—11 мм (между 1 и 000 калибром по американской системе калибров проводов). Наиболее старое захоронение свидетельствующее о пирсинге ушей датируется 2500 годом до н. э. Захоронение находится в Уре, Шумерском городе считающимся домом Библейского праотца Авраама. Серьги упоминаются в Библии в Книге Бытия 35:4, где Иаков сжигает серьги своих домочадцев вместе с идолами. В Книге Исход 32 Аарон изготавливает золотого тельца из расплавленных серёг. Во Второзаконии 15:12-17 проколы ушей относятся к рабам, которые добровольно отказались от освобождения. В Ведах также есть упоминания о серёжках, которые ассоциируются с Индуистской богиней Лакшми. Серьги для ушных проколов были найдены в Укоке — регионе между Россией и Китаем. Находка датируется 300—400 годами до н. э.
На Тихоокеанском Северо-западе, у племени Тлинкитов проколы ушей считались признаком благородства и благополучия, поскольку проколы приобретались на дорогостоящих потлачах.
Проколы ушей также были распространены в Египте, во времена XVIII династии (1550—1292 до н. э.), в качестве украшений чаще всего использовались золотые висячие кольца. Золотые серьги, в форме аспидов, украшенные драгоценными камнями, считались признаком принадлежности к аристократии. Древние греки носили серьги-подвески, выполненные в форме священных птиц или полубогов, в то время как у римлян было распространено ношение серёг из драгоценных камней.
В Европе проколы ушей вышли из моды между 4 и 16 веками в связи с появлением модной тенденции делать прически и выбирать одежду, скрывающую уши. Позднее пирсинг ушей вернулся в моду в Италии, Испании, Англии и Франции, а также распространился в Северную Америку до 1930 годов, когда были изобретены ушные клипсы, которые вновь несколько снизили популярность ушных проколов.
Согласно Анатомии Унижений Филиппа Стаббса, в 16 веке серьги чаще носили мужчины, чем женщины. В 1577 Рафаэль Холиншед пишет о популярности практики среди «страстных придворных мужей» и «ценителей мужества». Зародившаяся в Испании практика прокалыванания ушей среди мужчин распространилась на двор короля Франции Генриха III, и затем в Англию Елизаветинской эры, где серьгу в ухе носили такие именитые особы как Роберт Карр граф Сомерсет, Уильям Шекспир, Уолтер Рэли и король Англии Карл I. Простые люди также носили серьги. Со времен Средневековья в Европе бытовало суеверие о том, что прокол одного уха улучшает зрение, что привело к распространению практики среди моряков и путешественников. Моряки также традиционно прокалывали ухо веря, что если их погибшее тело вынесет на берег, серьгу используют чтобы оплатить им похороны по христианской традиции.

## Материал украшений
Самым лучшим материалом для украшений считается коррозионностойкий титан. Он используется для имплантации и сводит риск аллергических реакций к минимуму. Хирургическая сталь не рекомендуется к применению в связи с наличием примеси никеля, хоть и в малом количестве, могущим вызывать аллергическую реакцию.

## Виды пирсинга уха

### Прокол мочки уха
Самый популярный вид пирсинга, встречающийся и у детей, и у пожилых людей. Кроме традиционных серёг из украшений распространены лабреты и кольца.  Для прокола чаще всего используют стерильные полые иглы для пирсинга. Также пользуются специальными пистолетами для прокалывания, которые являются более опасными, так как имеют повышенный риск передачи различных заболеваний через кровь, а также продлевают срок заживления. Многие родители остерегаются делать прокол ребёнку иглой. При этом пирсинг детям до 12 лет считается нежелательным, так как организм всё ещё растет, и прокол, сделанный в раннем возрасте, деформируется.

### Прокол завитка ушной раковины
(также называется «пирсинг хеликса», англ. Helix piercing) — создание отверстия в завитке ушной раковины или в верхней части уха (хряще) с целью введения и ношения украшения.
Как правило, прокол производится полой иглой для пирсинга маленького размера, в качестве украшения чаще всего используется сегментное кольцо с шариком-застёжкой или прямое украшение — лабрет.
 В некоторых случаях несколько проколов соединяет одно украшение, чаще всего, штанга, такой вид пирсинга называется индастриал.
Прокол производится стерильной иглой, игла вводится в хрящ, затем через неё вставляется украшение. Наличие или отсутствие болезненных ощущений зависит от личного уровня болевого порога. После прокалывания вероятно кровотечение и подтекание жидкостей из прокола, в особенности в случаях, когда украшение цепляется за одежду или волосы. Для предотвращения рекомендуется заклеивать прокол стерильным пластырем.
При использовании пистолета высока вероятность раздробления хряща, занесения инфекции, поэтому они практически не используются.
Время заживления составляет от 2 месяцев до 1 года.

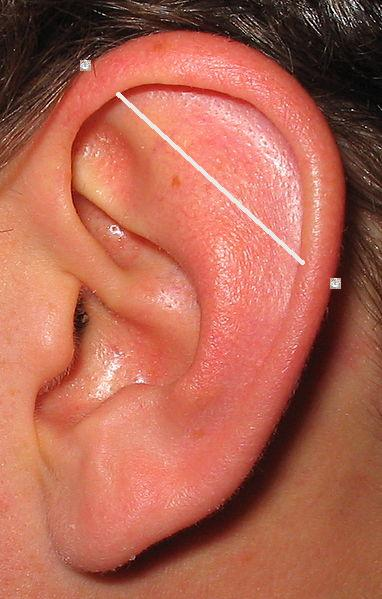
Пирсинг индастриал

### Индастриал
Прокалывание любых двух отверстий, связанных одним прямым украшением, но чаще двух верхних проколов хряща. Один делается довольно близко к черепу, второй вниз хряща, на противоположной стороне уха. Прямой штангой вводится через верхнее отверстие уха, проходит по диагонали переднего верхнего хряща, затем проходит через второй прокол.
Пирсинг делается, как правило, иглой размером 14gа, и в период заживления используют украшение — штангу. Заживает от 3 месяцев до 1 года.

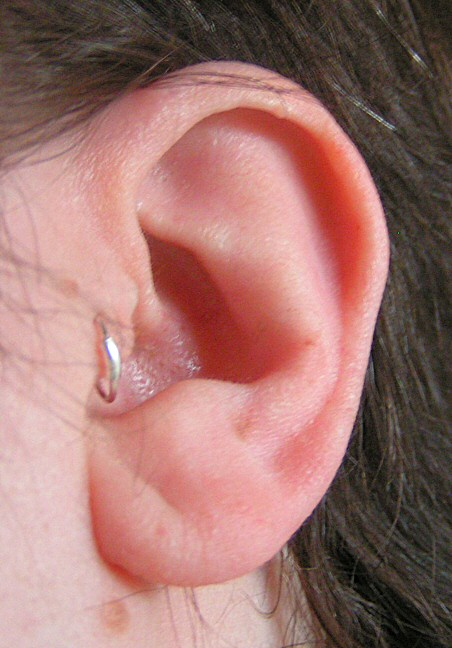
Пирсинг козелка

### Пирсинг козелка (Трагус)
Прокол козелка также называют «пирсингом трагуса» (от англ. Tragus piercing).
 Прокол козелка (части наружного уха, расположенной прямо напротив ушной раковины), служащий, как правило, для ношения украшений. Прокол производится полой иглой для пирсинга. Прокол производится с большой осторожностью, чтобы не задеть ткани, находящиеся глубже козелка. В качестве украшения сначала ставится лабрет — прямое украшение, после заживления можно носить кольца.
При прокалывании игла проходит через крайне тонкий слой кожи и хрящ, более плотный, чем в завитке ушной раковины (другое популярное месторасположение пирсинга), но более тонкий, чем в самой раковине. В связи со спецификой места, некоторые формы украшении могут усилить болевые ощущения. Для проколов козелка как правило используются колечки диметром с застежкой-шариком. О случаях расширения проколов козелка не известно. В связи с почти полным отсутствием мягких тканей в области козелка, при прокалывании, как правило, наблюдается крайне слабое кровотечение. В некоторых случаях кровотечение длится до часа, в зависимости от особенностей организма обладателя пирсинга.

### Пирсинг противокозелка

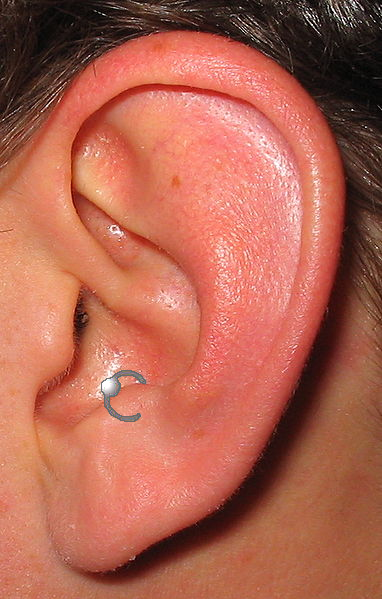
Пирсинг антитрагуса

Прокол противокозелка также называют «пирсингом антитрагуса» (от англ. Anti-Tragus piercing).
 
Производится путём проделывания отверстия во внутренней части ушного хряща с целью введения и ношения украшения. Прокол делается в самом противокозелке — части хряща, расположенной напротив ушного канала. Этот тип прокола имеет прямое сходство с проколом козелка (трагуса), эти проколы делаются почти одинаково и требуют схожего ухода.
По аналогии с английским названием, прокол противокозелка также называют проколом антитрагуса.
Как и большинство ушных проколов, пирсинг противокозелка полностью заживает за 6—12 недель (мочки уха 2—4 недели).

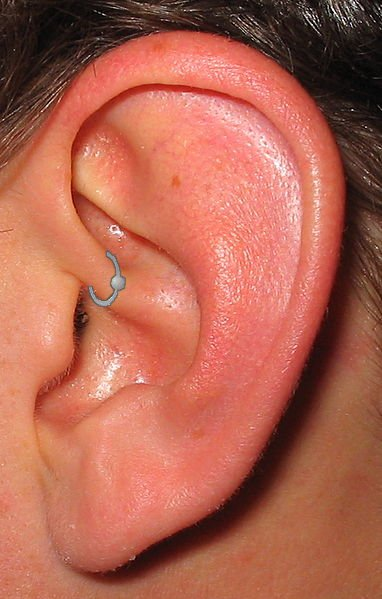
Пирсинг дэйс

 Прокол требует ежедневной обработки на протяжении всего периода заживления. Украшение не следует менять до полного заживления.

### Дэйс
Один из самых редких проколов. Технически весьма сложный в исполнении. Выполняется полой иглой для пирсинга, в прокол вставляется кольцо, циркуляр или септум-кликер.
Особенности: обладателям такого вид пирсинга приходится расставаться с наушниками, которые вставляются в ухо, причём довольно надолго.

### Тоннели

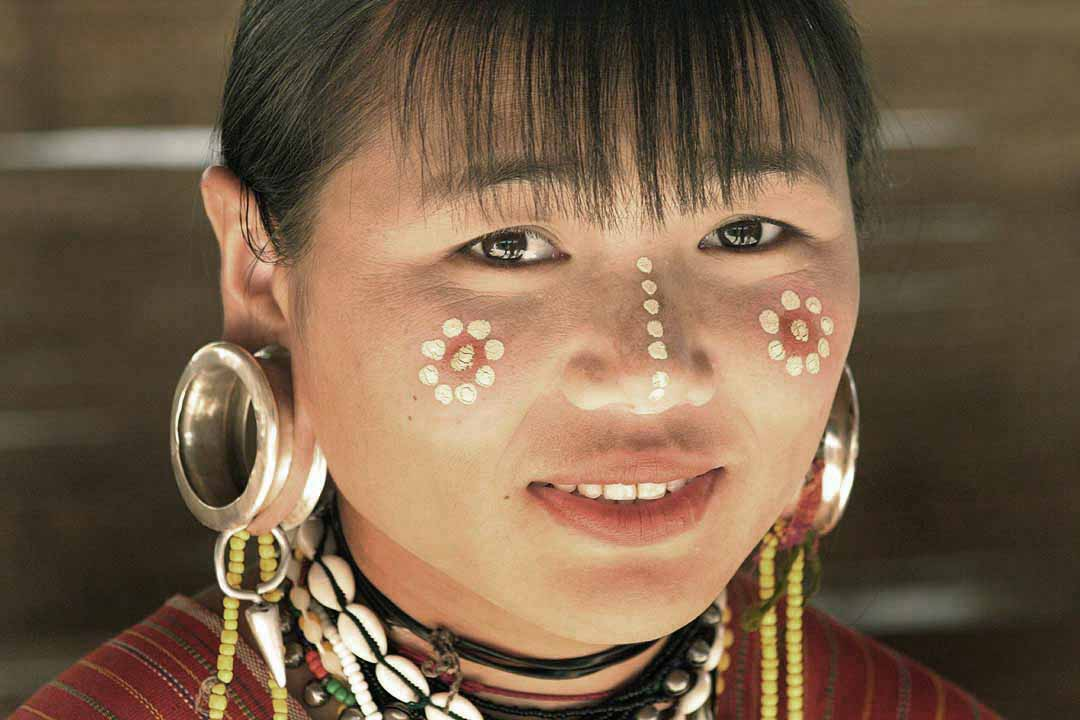
Женщина из племени Каренов (Мьянма) с традиционными тоннелями

Растягивание тоннелей в ушах: Мочка уха прокалывается специальной иглой для пирсинга (если в мочке отсутствует обычный прокол), затем сразу с лубрикантом специальной растяжкой (тапером) растягивается прокол и вставляется тоннель или плаг. Растягивание тоннелей до больших размеров процедура обычно долгая и занимает иногда несколько лет, так как растягивать тоннели можно не более 2—3 мм в месяц. Так же возможно растягивание тоннелей весом (тяжелыми плагами, хардами, тягами). Особо большие диаметры могут вырезаться скальпелем, что не рекомендуется, так как дальнейшее растягивание будет практически невозможно. Тоннель диаметром до 8—10 мм после снятия чаще всего затягивается, если больше, то может понадобиться хирургическое вмешательство, хотя большую роль в этом играют особенности организма каждого человека. Слишком большие отверстия просто зашиваются.